# Phyllopentas
Phyllopentas es un género con trece especies de plantas con flores perteneciente a la familia Rubiaceae.
Es nativo del África tropical y Madagascar.

## Descripción
Estas especies fueron incluidas previamente en Pentas, a la que se circunscribe de manera más amplia (Verdcourt, 1953). Kårehed y Bremer (2007) estudiaron este grupo con los datos moleculares y separaron varios géneros, dos están documentados desde Madagascar, Pentas y Phyllopentas con la mayoría de las especies de Madagascar incluidas ahora en Phyllopentas. Muchas de las especies de Phyllopentas tienen uno o más lóbulos del cáliz y al menos algunas de las flores se expanden en un lóbulo petaloides, pero esta estructura no se encuentra en todas las especies de este género.

## Taxonomía
El género fue descrito por (Verdc.) Kårehed & B.Bremer y publicado en Taxon 56(4): 1076. 2007.

## Especies
A continuación se brinda un listado de las especies del género Phyllopentas aceptadas hasta enero de 2012, ordenadas alfabéticamente. Para cada una se indica el nombre binomial seguido del autor, abreviado según las convenciones y usos, y la publicación válida.
- Phyllopentas austro-orientalis (Homolle & Verdc.) Kårehed & B.Bremer, Taxon 56: 1076 (2007).
- Phyllopentas concinna (K.Schum.) Kårehed & B.Bremer, Taxon 56: 1076 (2007).
- Phyllopentas decaryana (Homolle ex Verdc.) Kårehed & B.Bremer, Taxon 56: 1076 (2007).
- Phyllopentas elata (K.Schum.) Kårehed & B.Bremer, Taxon 56: 1076 (2007).
- Phyllopentas hirtiflora (Baker) Kårehed & B.Bremer, Taxon 56: 1076 (2007).
- Phyllopentas ionolaena (K.Schum.) Kårehed & B.Bremer, Taxon 56: 1076 (2007).
- Phyllopentas ledermannii (K.Krause) Kårehed & B.Bremer, Taxon 56: 1076 (2007).
- Phyllopentas madagascariensis (Verdc.) Kårehed & B.Bremer, Taxon 56: 1076 (2007).
- Phyllopentas mussaendoides (Baker) Kårehed & B.Bremer, Taxon 56: 1076 (2007).
- Phyllopentas schimperi (Hochst.) ined..
- Phyllopentas schumanniana (K.Krause) Kårehed & B.Bremer, Taxon 56: 1076 (2007).
- Phyllopentas tenuis (Verdc.) Kårehed & B.Bremer, Taxon 56: 1076 (2007).
- Phyllopentas ulugurica (Verdc.) Kårehed & B.Bremer, Taxon 56: 1076 (2007).